# My Eyes On You
My Eyes On You est un jeu vidéo de mystère et d'action/aventure néo-noir en 3D à la troisième personne, permettant aux joueurs d'incarner Jordan Adalien, un enquêteur du FBI dont la mission principale est de démasquer un meurtrier,,,.

## Gameplay
À travers ce jeu de tir à la troisième personne, les joueurs doivent réunir des indices de la part de personnages non jouables tout en naviguant d'allée en allée au sein de Chicago et ses banlieues, dans une ambiance néo-noire et mystérieuse. Le jeu comprend des scènes d'infiltration, où par exemple les joueurs doivent se cacher et se faufiler derrière leurs ennemis pendant que leur avatar anxieux, Jordan, tente de chasser ses hallucinations,,,.

## Synopsis
Dans les banlieues de Chicago, l'enquêteur du FBI Jordan Adalien tente tout ce qui est en son pouvoir pour capturer un homme insaisissable vêtu d'un masque rouge. Il sera aidé d'autres détectives comme Ryland Tremble, Carol Griffiths et le profileur Benton Ulrich, la personne qui le charge de l'affaire. Plus tard dans le jeu, Jordan réalise que cette affaire est plus proche de lui qu'il ne le croyait à l'origine, jusqu'à ce qu'il soit trahi et victime d'un coup monté par des gens en qui il avait confiance. Il doit désormais échapper à des bandits masqués, découvrir la vérité et s'innocenter avant qu'il ne soit trop tard,,,.

## Développement

### Direction artistique
Storymind Entertainment est une équipe de développeurs ayant déjà travaillé pour des jeux triple A, comme Metro: Last Light, la série S.T.A.L.K.E.R., et The Witcher 3,,.
Les animations réalistes des personnages ont été obtenues par capture de mouvement.
My Eyes On You est non-linéaire, le déroulement de l'histoire ainsi que le gameplay changeant en fonction des choix du joueur,,.
Chicago, connue pour être la capitale de film du genre noir et pour son histoire qui relate la présence de célèbres groupes mafieux italiens, a inspiré l'histoire, le gameplay et la direction artistique du jeu. Dans cette version alternative de la ville, les habitants portent des costumes de carnaval et des masques, permettant à tous de commettre des actes répréhensibles,.
La vision artistique de My Eyes On You a également été inspiré par des films cyberpunk et néo-noirs.
L'aspect graphique du titre ressemble fortement à Blade Runner 2049, d'après James Paley de COG Connected et David Gelmini de Dread Central, des journalistes américains.,
La bande sonore de My Eyes On You est inspirée des années 1980.

### Production
My Eyes On You a été créé par une équipe à Storymind Entertainment, un studio indépendant ukrainien,.
Le studio a été créé en 2015 et a lancé plus tard la production de My Eyes On You en été 2016.

### Développeurs
- Val Daniels, directeur[10]
- Matthew Moffitt, scénariste[10]
- Tony Skeor, artiste et directeur adjoint[12]

## Sortie
My Eyes On You sera, d'après des sources, disponible sur des consoles de jeu (PS4 et XONE) ainsi que sur PC. Une date de sortie n'a pas encore été annoncée,,,.
Il pourrait probablement sortir le 31 décembre 2022 selon le site internet Allkeyshop.

## Accueil critique
David Gelmini de Dread Central, un site américain spécialisé en culture et en jeu vidéo, a écrit : "Les décisions que vous prenez vont également avoir un impact sur l'ambiance, si le jeu se rapproche plus de la réalité ou s'il penche plus vers le surnaturel, donc il faut prêter attention à ce que vous souhaitez. Bien que la recherche d'indices constituera l'une des plus grandes parties du jeu, le combat jouera aussi un rôle important".
Le journaliste Rajesh Vishwakarma de WCCF Tech a ajouté : "Dans My Eyes On You, il sera possible que votre façon de vous comporter et que votre prise de décisions suivent une logique purement rationnelle, et qui pourrait n'aboutir à rien. Mais si vous n'avez pas réussi à prendre cette direction, croire en des indices occultes et suivre un chemin mystérieux et complètement différent n'ayant peu de choses en lien avec l'analyse rationnelle n'est pas un problème en soi".
Arianne Gift de Blasting News a écrit : “C'est une aventure hallucinante où les apparences s'avèrent trompeuses, surtout pour Adalien, déclaré à tort complice de l'homme du carnaval pour l'avoir aidé dans ses meurtres et à s'échapper hors de la scène du crime”.

## Sources
1. 1 2 3 4 5  « My Eyes On You Game Announced for Consoles and PC », sur PlayStation LifeStyle, 2 septembre 2017 (consulté le 24 septembre 2022)
2. 1 2 3 4  (en) Madeline Ricchiuto, « Storymind Announces Chicago Crime Thriller 'My Eyes On You' », sur Bleeding Cool News And Rumors, 14 décembre 2017 (consulté le 24 septembre 2022)
3. ↑  (en) « My Eyes on You for PS4 Game Reviews », sur whatoplay (consulté le 24 septembre 2022)
4. 1 2  (en) « Indie studio Storymind Entertainment unveiled My Eyes On You, a third-person action adventure game in which the player controls FBI analyst Jordan Adalien who tries to unmask an elusive man who's been shedding blood over Chicago and its carnival. First teaser and artworks inside. », sur Gamersyde (consulté le 24 septembre 2022)
5. 1 2 3 4 5  (en) « My Eyes on You PC, PS4, XONE », sur Gamepressure.com (consulté le 24 septembre 2022)
6. ↑  (en-GB) Dann Sullivan, « 'My Eyes on You' Questions How to Find a Killer When Everybody Wears a Mask. », sur Big Boss Battle (B3), 4 octobre 2017 (consulté le 24 septembre 2022)
7. ↑  (en-US) John Nguyen, « Neon-noir action/adventure 'My Eyes on You' gets a teaser trailer », sur Nerd Reactor, 30 août 2017 (consulté le 24 septembre 2022)
8. 1 2 3  (en-US) David Gelmini, « Hunt a Serial Killer Through Chicago In My Eyes On You », sur Dread Central, 16 décembre 2017 (consulté le 24 septembre 2022)
9. ↑  (en-US) Herpai Gergely, « My Eyes on You: A Brand-New Thriller Created by The Witcher and Metro Veterans! [VIDEO] - theGeek.games », 30 août 2017 (consulté le 24 septembre 2022)
10. 1 2 3 4 5  (en-US) « INTERVIEW: Storymind Entertainment Talks About Upcoming ‘My Eyes On You’ », sur That Moment In (consulté le 24 septembre 2022)
11. 1 2  (en-US) « Interview: My Eyes On You Development Team – indiegraze.com » (consulté le 24 septembre 2022)
12. 1 2  (en-US) « Tony Skeor, Concept Artist in Video Game"My Eyes On You" », sur IMAGINESS, 9 mai 2018 (consulté le 24 septembre 2022)
13. 1 2  (en-US) « My Eyes On You Giving Off Serious Blade Runner Vibes », sur COGconnected, 31 août 2017 (consulté le 24 septembre 2022)
14. 1 2  (en) « Buy My Eyes on You Xbox One Compare Prices », sur AllKeyShop.com (consulté le 24 septembre 2022)
15. ↑  (en-US) admin, « Solve the Chicago Carnival Murders in My Eyes On You », sur Review Central Middle East, 30 août 2017 (consulté le 24 septembre 2022)
16. ↑  (en-US) Rajesh Vishwakarma et Rajesh Vishwakarma, « Neon-noir action/adventure 'My Eyes on You' Announced, First Teaser Trailer Revealed », sur Wccftech, 1er septembre 2017 (consulté le 24 septembre 2022)
17. ↑  (en) « ‘My Eyes On You,’ intriguing neo-noir game announced for PS4, XB1, PC », sur Blasting News, 3 septembre 2017 (consulté le 24 septembre 2022)